# Freden i Frankfurt
Freden i Frankfurt var en fredsaftale, som blev underskrevet den 10. maj 1871 i Frankfurt am Main mellem Frankrig og Tyskland. Freden afsluttede formelt den fransk-preussiske krig, som var brudt ud året forinden. Freden i Frankfurt bekræftede og fuldstændiggjorde den foreløbige fredsaftale som den 26. februar 1871 var blevet indgået i Versailles.

## Indhold
Fredsaftalen omfatter 18 artikler og tre tillæg. Til traktaten, som blev ratificeret den 16. og 18. maj hører også et protokollat af 15. maj 1871, som rummer de sydtyske stater Baden, Bayern og Württembergs tilslutning til freden. Disse stater var på grund af en militæralliance med det af Preussen dominerede Nordtyske forbund blevet inddraget i krigen mellem Frankrig og Preussen og var derefter under krigen indtrådt i Det tyske Rige, som det Nordtyske Forbund var blevet omdannet til.
Fredsaftalens artikel et og tillæg tre indeholder først og fremmest korrektioner til den demarkationslinje, som var blevet fastlagt i den foreløbige fredsaftale.
I artikel syv fastlægges det nærmere hvorledes de i den foreløbige fred fastlagte krigsskadeserstatninger på 5 mia. guldfranc, som Frankrig skulle udrede, skulle betales i løbet af tre år.
I artikel to gives der indbyggerne i de områder, som blev afstået til Tyskland, mulighed for at flytte til Frankrig. De øvrige artikler og tillæg indeholder bestemmelser om bl.a. krigsfanger, handelsaftaler og om jernbanerne i de afståede områder.

## Følger
Fredsslutningen bekræftede Frankrigs afståelse af områderne Alsace og Lorraine, som kort efter blev til et tysk rigsområde under betegnelsen Elsass-Lothringen. Belfort, som tilhørte det ellers afståede departement Haut-Rhin forblev fransk. De afståede områder blev i medfør af artikel 3 af den i juni 1871 vedtagne "lov om sammenslutning af Elsass og Lothringen med det tyske rige" optaget i det tyske rige.
Indtil krigsskadeserstatningen var betalt forblev områder i det østlige Frankrig under tysk besættelse. Det lykkedes Frankrig at betale erstatningerne hurtigere end planlagt. Efter betalingen af sidste rate forlod de sidste tyske tropper fransk område den 16. september 1873. En del af erstatningen blev under betegnelsen "Reichskriegsschatz" opbevaret i "Juliusturm" i fæstningen i Spandau.
Anneksionen af Alsace-Lorraine og de høje krigsskadeserstatninger belastede det tysk-franske forhold alvorligt. Tilbageerobringen af de afståede områder var indtil 1. verdenskrig en af de primære drivkræfter i fransk politik. Store dele af de befolkningen og de øverste lag i såvel Frankrig som Tyskland betragtede modparten som landets arvefjende.

## Andet
Fredsaftalen blev underskrevet på Hotel zum Schwan på Steinweg i Frankfurt, hvor der i dag ligger en boghandel. De tyske befuldmægtigede var Otto von Bismarck og Harry von Arnim, mens Frankrig var repræsenteret af Jules Favre, Augustin Pouyer-Quertier og Marc-Eugène de Goulard.

## Eksterne kilder
- Deutsches Historisches Museum: Chronik 1871 Arkiveret 12. april 2009 hos  Wayback Machine

- |  | Wikisource har originalt kildemateriale relateret til denne artikel: Freden i Frankfurt |
- |  | Wikisource har originalt kildemateriale relateret til denne artikel: Temaside om den fransk-preussiske krig |